# Paul Otto (Schauspieler)

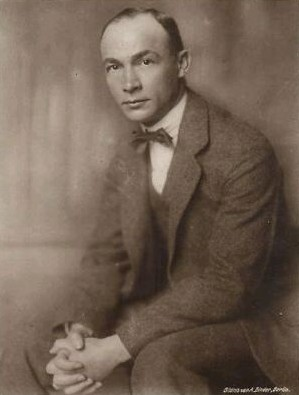
Paul Otto auf einer Fotografie von Alexander Binder

Paul Otto (* 8. Februar 1878 in Berlin als Paul Otto Schlesinger; † 30. November 1943 ebenda) war ein deutscher Schauspieler.

## Leben
Paul Otto begann zunächst eine kaufmännische Lehre, nahm nebenher jedoch Schauspielunterricht. Sein Bühnendebüt erfolgte bereits 1895. Nach Engagements in Halle, Wiesbaden und Hannover kam er 1906 nach Berlin, wo er bis zu seinem Tode an fast allen großen Bühnen spielte. Seit 1910 stand Otto – häufig unter der Regie von Max Mack, Alwin Neuß und Georg Jacoby – jedoch auch in Filmen vor der Kamera, und seit 1911 führte er in Filmen wiederholt auch Regie. Sein bevorzugtes Rollenfach als Filmschauspieler waren die Gentlemen: Offiziere und Diplomaten, Richter, Professoren, aber auch skrupellose Verführer. Er war Partner von Asta Nielsen in Die Filmprimadonna und Vordertreppe – Hintertreppe und der Bahninspektor in Lupu Picks Kammerspielfilm Scherben (1921).
Paul Otto wirkte auch als Drehbuchautor und Produzent und gründete im Juni 1918 gemeinsam mit Marcel Boas die Argus-Film GmbH. Seine ambitionierteste Produktion war die von Ernst Lubitsch im Jahr 1919 inszenierte August Strindberg-Adaption Rausch mit Asta Nielsen in der Hauptrolle. In dem von ihm verfassten und inszenierten Film Erdgift verarbeitete er 1919 Motive von Frank Wedekinds Drama Erdgeist mit zum Teil expressionistischen Stilmitteln. Nach Rollen in 96 Stummfilmen gelang ihm der Wechsel zum Tonfilm mühelos.
Im Jahr 1929 wurde Paul Otto zum Vorstandsmitglied der neu gegründeten Vereinigung Berliner Bühnenkünstler gewählt. Nach dem Regierungsantritt der Nationalsozialisten 1933 wandte Paul Otto sich verstärkt der Theaterarbeit zu. Er trat daneben weiterhin in zahlreichen Filmen auf, allerdings stets in Nebenrollen. Sein jüdischer Hintergrund blieb zunächst unentdeckt. 1937 wurde er aufgrund seiner von den Nationalsozialisten geschätzten Bühnenarbeit an Heinz Hilperts Deutschem Theater durch Adolf Hitler zum Staatsschauspieler ernannt und 1942 übernahm er die Leitung der Fachschaft Bühne der Reichstheaterkammer.
Durch Zufall wurde Paul Ottos jüdische Abstammung im Herbst 1943 entdeckt. Um einer Deportation zuvorzukommen, ging er gemeinsam mit seiner Frau, der Schauspielerin Charlotte Klinder-Otto, in den Freitod.
Seine Grabstätte befindet sich auf dem Friedhof Wilmersdorf in Berlin.

## Filmografie
als Darsteller, wenn nicht anders angegeben
- 1910: Ringkampf Konkurrenz
- 1910: Arsène Lupin contra Sherlock Holmes: Der alte Sekretär
- 1911: Verblutet – Regie
- 1911: Sherlock Holmes contra Professor Moriarty. Serie 1: Der Erbe von Bloomrod
- 1911: Opfer der Untreue
- 1911: Die Diebin – Regie
- 1911: Der Fluch der Sünde
- 1911: Arsène Lupins Tod
- 1912: Selbstgerichtet – Regie, Drehbuch
- 1912: Schuldig – Regie
- 1912: Rätsel des Herzens – Regie
- 1912: Der Flug für das Leben [T2] – Regie, Drehbuch
- 1912: Das Brandmal ihrer Vergangenheit – Regie
- 1913: Rechte des Herzens
- 1913: In der Dämmerung – Regie, Darsteller
- 1913: Die Filmprimadonna
- 1915: Vordertreppe und Hintertreppe
- 1915: Guido, der Erste – Regie
- 1915: Guido im Paradies – Regie
- 1915: Dorrits Chauffeur – Regie
- 1915: Das achte Gebot. Du sollst nicht falsches Zeugnis reden wider deinen Nächsten
- 1916: Maria – Regie, Darsteller
- 1916: Komteß Else – Regie
- 1916: Florians Tante – Regie
- 1916: Elses letzter Hauslehrer – Regie
- 1916: Dorrits Eheglück – Regie
- 1916: Die Zwillingsschwestern – Regie
- 1916: Der lebende Tote
- 1916: Der Sumpf
- 1916: Das Recht der Erstgeborenen – Regie
- 1916: Das Geständnis der grünen Maske
- 1917: Zwei blaue Jungen – Drehbuch
- 1917: Die Spinne – Drehbuch
- 1917: Die Tochter der Gräfin Stachowska – Drehbuch
- 1917: Die Fremde – Drehbuch
- 1917: Die Kraft des Michael Argobast – Drehbuch
- 1917: Die Faust des Schicksals – Drehbuch
- 1917: Der Mann im Havelock – Drehbuch
- 1917: Der Geigenspieler
- 1917: Der Fremde – Drehbuch
- 1917: Das Spiel vom Tode – Drehbuch
- 1917: Das Mädel von nebenan – Drehbuch
- 1918: Katinka – Regie, Drehbuch, Produktion
- 1918: Emilia Galotti
- 1919: Der Weg, der zur Verdammnis führt, 2. Teil. Hyänen der Lust
- 1919: Die Rache ist mein
- 1919: Bettler-G.m.b.H.
- 1919: Das ewige Rätsel
- 1919: Moral und Sinnlichkeit
- 1919: Wolkenbau und Flimmerstern
- 1919: Letzte Liebe
- 1919: Kreuziget sie! – Drehbuch
- 1919: Kinderfreuden – Regie
- 1919: Erdgift – Regie, Drehbuch
- 1919: Die Insel der Glücklichen
- 1919: Der Tod und die Liebe – Regie, Darsteller, Drehbuch
- 1919: Brutal – Regie, Darsteller
- 1920: Künstlerlaunen – Regie, Kamera
- 1920: Judith Trachtenberg
- 1920: Die schwarze Rose von Cruska
- 1920: Die Sonne Asiens
- 1920: Der Staatsanwalt – Regie
- 1920: Das Skelett des Herrn Markutius
- 1920: Arme Violetta
- 1921: Der Mann ohne Namen (6 Teile)
- 1921: Aschermittwoch
- 1921: Scherben
- 1921: Die schwarze Paula
- 1921: Die Sünden der Mutter
- 1921: Die Lou vom Montmartre
- 1921: Die Erbin von Tordis
- 1922: Seine Exzellenz von Madagaskar (2 Teile)
- 1922: Tabea, stehe auf!
- 1922: Schminke (Sigrids Werdegang)
- 1922: Miss Rockefeller filmt
- 1922: Man soll es nicht für möglich halten oder Maciste und die Javanerin
- 1923: Inge Larsen
- 1922: Die Schneiderkomteß
- 1922: Die Macht der Versuchung
- 1922: Die Flucht in die Ehe. Der große Flirt
- 1923: Ihr Fehltritt
- 1923: Das Abenteuer von Sagossa
- 1924: Thamar, das Kind der Berge
- 1924: Mädchen, die man nicht heiratet
- 1924: Muß die Frau Mutter werden ?
- 1924: Komödianten des Lebens
- 1925: Husarenfieber
- 1925: Frauen, die nicht lieben dürfen
- 1925: Frauen, die man oft nicht grüßt
- 1925: Die Straße des Vergessens
- 1925: Die Frau von vierzig Jahren
- 1925: Der Herr ohne Wohnung
- 1925: Das alte Ballhaus (2 Teile)
- 1926: Verbotene Liebe
- 1926: Potsdam, das Schicksal einer Residenz
- 1926: Liebe
- 1926: Frauen der Leidenschaft
- 1926: Die Jagd nach der Braut
- 1926: Die Frauengasse von Algier
- 1927: So küßt nur eine Wienerin
- 1927: Primanerliebe
- 1927: Höhere Töchter
- 1927: Grand Hotel …!
- 1927: Die rollende Kugel
- 1927: Die geheime Macht
- 1927: Die Sandgräfin
- 1927: Die Lorelei
- 1927: Die Achtzehnjährigen
- 1927: Der Kampf des Donald Westhof
- 1927: Das Schicksal einer Nacht
- 1927: Benno Stehkragen
- 1928: Spelunke
- 1928: Die Flucht vor der Liebe
- 1928: Die Rothausgasse
- 1928: Der Zarewitsch
- 1928: Der Raub der Sabinerinnen
- 1928: Achtung Mitgiftjäger
- 1929: Nachtgestalten
- 1929: § 173 St.G.B. Blutschande
- 1929: Die Flucht vor der Liebe
- 1929: Trust der Diebe
- 1929: Heilige oder Dirne
- 1929: Die Liebe der Brüder Rott
- 1930: Tänzerinnen für Süd-Amerika gesucht
- 1930: Einbruch im Bankhaus Reichenbach
- 1930: Ein Tango für Dich
- 1930: Drei Tage Mittelarrest
- 1931: Die Blumenfrau von Lindenau
- 1931: Yorck
- 1931: Wäsche – Waschen – Wohlergehen
- 1931: Rasputin
- 1931: Kitty schwindelt sich ins Glück
- 1931: Kadetten
- 1931: Es wird schon wieder besser
- 1931: Elisabeth von Österreich
- 1931: Die andere Seite
- 1931: Die Sache August Schulze
- 1931: Der Hauptmann von Köpenick
- 1931: Der Ball
- 1932: Kiki
- 1932: Kavaliere vom Kurfürstendamm
- 1932: Ja, treu ist die Soldatenliebe
- 1932: Hasenklein kann nichts dafür
- 1932: Glück über Nacht
- 1932: Die unsichtbare Front
- 1932: Die Tänzerin von Sanssouci
- 1932: Die – oder keine
- 1932: Das Geheimnis um Johann Orth
- 1932: Wäsche – Waschen – Wohlergehen
- 1933: Der Choral von Leuthen
- 1933: Spione am Werk
- 1933: Sag mir, wer Du bist
- 1933: Liebelei
- 1933: Spione am Werk
- 1933: Sonnenstrahl
- 1933: Roman einer Nacht
- 1933: Kind, ich freu’ mich auf Dein Kommen
- 1933: Liebelei
- 1933: Der Zarewitsch
- 1933: Der Polizeibericht meldet…
- 1934: Zwischen zwei Herzen
- 1936: Schlußakkord
- 1936: Eskapade
- 1936: Das Schloß in Flandern
- 1936: Togger
- 1937: Unternehmen Michael
- 1937: Das Geheimnis um Betty Bonn
- 1938: Was tun, Sibylle?
- 1938: Pour le Mérite
- 1938: Kleines Bezirksgericht
- 1939: Ich verweigere die Aussage
- 1939: Aufruhr in Damaskus
- 1939: Stern von Rio
- 1939: Robert Koch, der Bekämpfer des Todes
- 1939: Leidenschaft
- 1939: Die Geliebte
- 1939: Die Frau ohne Vergangenheit
- 1939: Der Gouverneur
- 1939: D III 88
- 1940: Der Fuchs von Glenarvon
- 1940: Falstaff in Wien
- 1940: Trenck, der Pandur